# Alessandro Marcello
‎
Alessandro Marcello, italijanski plemič, pesnik, filozof, matematik in glasbenik, * 24. avgust 1669, † 19. junij 1747.